# 클레오메네스 전쟁
클레오메네스 전쟁(Cleomenean War, 기원전 229년/ 228년 – 기원전 222년)은 스파르타와 아카이아 동맹과 안티고노스 왕조 마케도니아 사이에서 벌어진 전쟁이다.

## 개요
스파르타의 왕 클레오메네스 3세는 스파르타의 국정을 개혁하여 스파르타를 다시 펠로폰네소스반도의 패자로 만들고자 펠로폰네소스반도의 북쪽 절반을 지배하고 있던 아카이아 동맹에 도전했다. 클레오메네스가 이끄는 스파르타는 빠르게 진격을 하여 한때 아카이아 동맹의 맹주 자리를 차지한 듯 보였다. 그러나 아카이아 동맹의 지도자 아라토스는 마케도니아의 왕 안티고노스 3세의 힘을 빌려 클레오메네스에게 대항하려고 했다. 아카이아와 마케도니아에 의한 아르고스 탈환을 전환점으로 전황은 아카이아, 마케도니아에게 우세하게 돌아갔다.
기원전 222년, 아카이아와 마케도니아는 〈셀라시아 전투〉에서 결정적인 승리를 거둠으로서 클레오메네스는 이집트로 망명을 했고, 스파르타는 점령당했다.

## 배경
기원전 235년, 클레오메네스 3세는 아버지 레오니다스 2세의 뒤를 이어 스파르타의 왕으로 즉위했다. 클레오메네스는 실패로 끝났던 아기스 4세의 개혁 노선을 계승하여, 고대 스파르타의 제도와 생활양식의 부흥을 위한 개혁을 노리고 있다. 그가 보는 바로는 시민들은 게을렀고, 개인적인 쾌락과 욕망에 몰두하여 공적인 일에는 열정을 나타내지 않았다. 또 왕은 허울만 있을 뿐 실권은 5명의 에포로스(민선 장관)가 가지고 있었다.